# Olena Zalizniak
Olena Julianivna Zalizniak (de soltera Ochrymovych; 21 de marzo de 1886-12 de junio de 1969) fue una educadora y líder cívica ucraniana. Dirigió la Federación Mundial de Organizaciones de Mujeres Ucranianas de 1956 a 1969.

## Biografía
Olena Julianivna Okhrymovych nació en Senechiv, Dolyna, óblast de Ivano-Frankivsk en 1886, una de los nueve hijos del reverendo Julian Okhrymovych y Maria (de soltera Ochrymovych) Kobliansky. En 1912 asistió a una reunión organizada por Konstantyna Malytska para el «Comité de Mujeres» en Lviv para prepararse para la guerra. Otros en la reunión fueron Olha Basarab, María Biletska y Olena Stepaniv. El dinero recaudado del «Fondo Nacional de Combate» que crearon se utilizó para financiar a los fusileros ucranianos de Sich.
Se mudó a Viena cuando comenzó la Segunda Guerra Mundial. Su esposo, Mykola Zalizniak, fue arrestado por los soviéticos en 1945 y sentenciado a quince años de prisión, donde murió. Zalizniak se mudó a Canadá en 1950, donde se unió a la Organización de Mujeres Ucranianas de Canadá. Dirigió la Federación Mundial de Organizaciones de Mujeres Ucranianas como su presidenta de 1956 a 1969. Zalizniak murió en Montreal en 1969.